# Contea di Rains
La contea di Rains in inglese Rains County è una contea dello Stato del Texas, negli Stati Uniti. La popolazione al censimento del 2010 era di 10 914 abitanti. Il capoluogo di contea è Emory. La contea e il suo capoluogo prendono il nome da Emory Rains, un legislatore statale del Texas.

## Geografia
| Anno | Popolazione | ±%     |
| ---- | ----------- | ------ |
| 1880 | 3,035       | Note:  |
| 1890 | 3,909       | 28.8%  |
| 1900 | 6,127       | 56.7%  |
| 1910 | 6,787       | 10.8%  |
| 1920 | 8,099       | 19.3%  |
| 1930 | 7,114       | −12.2% |
| 1940 | 7,334       | 3.1%   |
| 1950 | 4,266       | −41.8% |
| 1960 | 2,993       | −29.8% |
| 1970 | 3,752       | 25.4%  |
| 1980 | 4,839       | 29.0%  |
| 1990 | 6,715       | 38.8%  |
| 2000 | 9,139       | 36.1%  |
| 2010 | 10,914      | 19.4%  |

Secondo l'Ufficio del censimento degli Stati Uniti d'America la contea ha un'area totale di 259 miglia quadrate (670 km²), di cui 229 miglia quadrate (590 km²) sono terra, mentre 29 miglia quadrate (75 km², corrispondenti all'11% del territorio) sono costituiti dall'acqua.

### Strade principali
- U.S. Highway 69
- State Highway 19
- State Highway 276

### Contee adiacenti
- Hopkins County (nord)
- Wood County (est)
- Van Zandt County (sud-ovest)
- Hunt County (nord-ovest)

## Media
I media locali includono KDFW-TV, KXAS-TV, WFAA-TV, KTVT-TV, KERA-TV, KTXA-TV, KDFI-TV, KDAF-TV, KFWD-TV, KLTV, KYTX-TV, KFXK-TV, KCEB-TV, e KETK-TV.